# Cristina Maestre Martín de Almagro
Cristina Maestre Martín de Almagro (Ciudad Real, 27 de julio de 1975) és una treballadora social i política espanyola del Partit Socialista Obrer Espanyol (PSOE).
Nascuda el 27 de juliol de 1975 a Ciudad Real, Maestre, que es va convertir en regidora de l'Ajuntament de Daimiel el 2003, va exercir al consistori les funcions de responsable de l'Àrea de Benestar Social i de tinenta d'alcalde. Va ser escollida senadora per la província de Ciudad Real a les eleccions generals de 2004 (viii legislatura). Va renovar el seu escó de senadora a las eleccions generals de 2008 (ix legislatura). Després del IX Congrés regional del PSOE de Castella-la Manxa, va ser inclosa en octubre de 2017 com a vicesecretària general i portaveu dins de l'executiva regional. El 2019 es va anunciar la seva inclusió al número 10 de la llista del PSOE per a les eleccions al Parlament Europeu de 2019 a Espanya.